# Hilde Drexlerová
Hilde Drexlerová (* 1. prosince 1983, Vídeň) je rakouská zápasnice – judistka.

## Sportovní kariéra
S judem začínala v 10 letech v rodné Vídni v klubu Samurai. Připravovala se v Maria Enzersdorfu a v Linci v armádním sportovním centru HSLZ (Heeresleistungssportzentrum). V rakouské ženské reprezentaci se pohybovala od roku 2001 v lehké váze do 57 kg. V roce 2003 ve svých dvaceti letech upřednostnila studium na vysoké škole a k vrcholvé přípravě se vrátila od roku 2006 v polostřední váze do 63 kg. Od roku 2009 převzala pozici reprezentační jedničky po Claudii Heillové. V roce 2012 se kvalifikovala na olympijské hry v Londýně, kde vypadla ve druhém kole s Izraelkou Elis Šlezingrovou. Od roku 2013 soupeřila o post reprezentační jedničky s Kathrin Unterwurzacherovou. V roce 2016 se na olympijské hry v Riu nekvalifikovala.

### Vítězství ve světovém poháru
- 2014 – 1× světový pohár (San Salvador)

## Výsledky
| Turnaj             | 1999       | 2000       | 2001       | 2002       | 2003             | 2004             | 2005             | 2006             | 2007             | 2008             | 2009             | 2010             | 2011             | 2012             | 2013             | 2014             | 2015             | 2016             |
| Turnaj             | 16         | 17         | 18         | 19         | 20               | 21               | 22               | 23               | 24               | 25               | 26               | 27               | 28               | 29               | 30               | 31               | 32               | 33               |
| Turnaj             | lehká váha | lehká váha | lehká váha | lehká váha | polostřední váha | polostřední váha | polostřední váha | polostřední váha | polostřední váha | polostřední váha | polostřední váha | polostřední váha | polostřední váha | polostřední váha | polostřední váha | polostřední váha | polostřední váha | polostřední váha |
| ------------------ | ---------- | ---------- | ---------- | ---------- | ---------------- | ---------------- | ---------------- | ---------------- | ---------------- | ---------------- | ---------------- | ---------------- | ---------------- | ---------------- | ---------------- | ---------------- | ---------------- | ---------------- |
| Olympijské hry     |            | —          |            |            |                  | —                |                  |                  |                  | —                |                  |                  |                  | úč.              |                  |                  |                  | —                |
| Mistrovství světa  | —          |            | —          |            | —                |                  | —                |                  | —                |                  | —                | —                | 7.               |                  | úč.              | úč.              | úč.              |                  |
| Evropské hry       |            |            |            |            |                  |                  |                  |                  |                  |                  |                  |                  |                  |                  |                  |                  | úč.              |                  |
| Mistrovství Evropy | —          | —          | —          | —          | —                | —                | —                | úč.              | —                | —                | úč.              | úč.              | 3.               | úč.              | 5.               | 5.               | úč.              | úč.              |
| Univerziáda        |            |            | —          |            | —                |                  |                  |                  | 3.               |                  | —                |                  | —                |                  |                  |                  |                  |                  |
| Akademické MS      |            |            |            | 7.         |                  | —                |                  | 3.               |                  |                  |                  |                  |                  |                  |                  |                  |                  |                  |
| ME do 23 let       | —          | —          | —          | —          | —                | —                | úč.              |                  |                  |                  |                  |                  |                  |                  |                  |                  |                  |                  |
| MS juniorů         |            | úč.        |            | úč.        |                  |                  |                  |                  |                  |                  |                  |                  |                  |                  |                  |                  |                  |                  |
| ME juniorů         | úč.        | 1.         | 2.         | 5.         |                  |                  |                  |                  |                  |                  |                  |                  |                  |                  |                  |                  |                  |                  |